# Tornado (West Virginia)
Tornado is een plaats (census-designated place) in de Amerikaanse staat West Virginia, en valt bestuurlijk gezien onder Kanawha County.

## Demografie
Bij de volkstelling in 2000 werd het aantal inwoners vastgesteld op 1111.

## Geografie
Volgens het United States Census Bureau beslaat de plaats een oppervlakte van
9,5 km², waarvan 9,3 km² land en 0,2 km² water.

## Plaatsen in de nabije omgeving
De onderstaande figuur toont nabijgelegen plaatsen in een straal van 12 km rond Tornado.